# Бабаева, Кульбич Шабан кызы
Кульбич (Кульбича) Шабан кызы Бабаева (азерб. Gülbiçə Şaban qızı Babayeva; 1928, Ититала — 10 июня 1976, Ититала, Балакенский район) — советский азербайджанский табаковод, Герой Социалистического Труда (1949).

## Биография
Родилась в 1928 году в селе Ититала Закатальского уезда Азербайджанской ССР (ныне Белоканский район).
С 1940 года колхозница, звеньевая колхоза имени М. Ф. Ахундова (бывший «Социализм») Белоканского района. В 1948 году получила урожай табака 25,7 центнеров с гектара на площади 3 гектаров.
Указом Президиума Верховного Совета СССР от 1 июля 1949 года за получение в 1948 году высоких урожаев табака Бабаевой Кульбич Шабан кызы присвоено звание Героя Социалистического Труда с вручением ордена Ленина и золотой медали «Серп и Молот».
Активно участвовала в общественной жизни Азербайджана. Член КПСС с 1950 года.
Скончалась 10 июня 1976 года в селе Ититала Белоканского района.